# Haemulon chrysargyreum
Haemulon chrysargyreum är en fiskart som beskrevs av Günther, 1859. Haemulon chrysargyreum ingår i släktet Haemulon och familjen Haemulidae. Inga underarter finns listade i Catalogue of Life.